# Ranulfo II de Poitiers
Ranulfo II de Poitiers (del francés: Ramnulf, Rainulf o Renoul de Poitiers) (ca. 850-París, 5 de agosto de 890) fue un noble medieval francés, conde de Poitiers de 877 a 890 y duque de Aquitania de 888 a 890. Era hijo de Ranulfo I, conde de Poitiers y de una mujer que podría ser, dependiendo de los supuestos, Bilchilde del Maine, una de sus hermanas, tal vez llamada Adaltrude, o una princesa guilhelmide.

## Biografía
Ranulfo creció en la corte de Carlos el Calvo, rey de los francos occidentales. Su padre murió en 866, abatido por los vikingos en la batalla de Brissarthe. Ranulfo no tenía entonces más que unos dieciséis años. Su soberano, el rey Carlos el Calvo tenía otras preocupaciones: la disputa entre el papa y su sobrino Lotario II sobre el estado civil de este; su propio estatus marital con un complot organizado por su cuñado Guillermo de Orleans, que fue decapitado en el 866; y las inquietudes sobre sus hijos que juzgaba no estaban a la altura. También es cierto que el rey pretendía eliminar del poder a las grandes familias feudales en beneficio de los miembros de su familia materna. Esta falta de interés hacia Poitiers permitió al noble de la familia guilhelmide, Bernardo de Gotia, apoderarse del condado sin recibir la investidura del rey.·
Carlos el Calvo murió en 877 y Bernardo de Gotia se negó a reconocer a Luis II el Tartamudo, el nuevo rey. Su consejero, Hugo el Abad, le retiró el condado de Poitiers y se lo confió a Ranulfo II. Bernardo de Gotia se rebeló y fue excomulgado por el papa Juan VIII y fue despojado de sus honores. El propósito de Hugo el Abad era construir una clientela entre los señores feudales para consolidar su poder: además de confiar el Poitou a Ranulfo, concedió la Saintonge a Gauzbert, hermano de Ranulfo II, y Ebles II, el tercer hermano, se convirtió en abad de Saint-Denis. Hugo el Abad repartió esos honores a costa de los robertinos, y ello ocasionará durante generaciones la oposición entre los Capetos, descendientes de los robertinos, y los duques de Aquitania, de Ranulfo. Luis II el Tartamudo murió al cabo de dos años, en 879, y Hugo el Abad hizo coronar a los dos hijos mayores del rey, para proceder poco después a la división del reino: Luis III recibió Francia y Neustria, mientras que Aquitania y Borgoña fueron para Carlomán II, a quien Ranulfo prestó juramento. Pero los dos reyes, cada uno después de haber tenido éxito contra los vikingos, murieron pronto: Luis III, en 882; y Carlomán II, en 884. Los grandes del reino ofrecieron la corona al rey germánico Carlos III el Gordo, pero este último fue incapaz de luchar contra los vikingos, y murió abandonado por todos en 888. Los señores del norte del reino de Francia occidental eligieron como rey a Eudes, descendiente de los robertinos, que se había distinguido en la lucha contra los vikingos.
Pero ningún señor al sur del Loira reconoció al nuevo rey. Ranulfo II acogió a Carlos III, el hijo menor de Luis II el Tartamudo, de siete años, y se nombra a sí mismo rey de Aquitania (el título fue abandonado tras su muerte). Eudes se atrajo a los dos hermanos de Ranulfo, Ebles y Gauzbert, y se fue a Poitiers con el objetivo de someter a Ranulfo, pero éste fue al encuentro con una gran tropa. Para evitar una batalla que era probable que le debilitase, Eudes negoció y Ranulfo prometió no atacarle y le propuso una vaga lealtad. Seis meses más tarde, el rey le concedió varios dominios y Ranulfo fue a París, donde murió el 5 de agosto de 890, posiblemente envenenado, después de haber confiado su hijo Ebles Manzer a Geraldo de Aurillac.

## Uniones y descendencia
Se habría casado con una cierta Ermengarde de la que no se sabe nada más. Según los Europäische Stammtafeln, habrían tenido un hijo, Ranulfo III muerto en 901, pero sin precisar la fuente. Sin embargo, parece curioso que este hijo legítimo que sobrevivió a su padre no lo haya sucedido y que el condado haya acabado en un hijo bastardo. En conclusión, la existencia del hijo legítimo no está asegurada, y, si realmente vivió, es poco probable que hubiera sobrevivido a su padre.
De una señora desconocida, tuvo un hijo ilegítimo, Ebles Manzer († 934), que le sucedió.
| Predecesor: Ranulfo I de Poitiers 854-866 | Duque de Aquitania 888-890 | Sucesor: Guillermo el Piadoso 909-918 |
| Predecesor: Bernardo de Gotia             | Conde de Poitiers 877-890  | Sucesor: Ebles Manzer                 |